# Demetris Nichols
Demetris Nichols (Boston, 4 de setembro de 1984) é um basquetebolista profissional estadunidense que atualmente joga pelo Cedevita. O atleta possui 2,03m e atua na posição Ala. 

## Estatísticas

### Liga regular
| Ano     | Equipe    | PJ | PT | MPP | %TC  | %3P  | %TL  | RPP | APP | ROB | TPP | PPP |
| ------- | --------- | -- | -- | --- | ---- | ---- | ---- | --- | --- | --- | --- | --- |
| 2007–08 | Cleveland | 3  | 0  | 4.7 | .125 | .000 | .000 | .3  | .0  | .0  | .0  | .7  |
| 2007–08 | Chicago   | 11 | 0  | 2.7 | .333 | .300 | .000 | .4  | .1  | .0  | .3  | 1.2 |
| 2008-09 | Chicago   | 2  | 0  | 2.5 | .250 | .000 | .000 | .0  | .5  | .0  | .0  | 1.0 |
| 2008-09 | New York  | 2  | 0  | 4.5 | .400 | .000 | .500 | 1.0 | .5  | .0  | .5  | 2.5 |
| Total   |           | 18 | 0  | 3.2 | .281 | .200 | .500 | .4  | .1  | .0  | .2  | 1.2 |